# Ksenija Sitnik
Ksenija Sitnik (vitryska: Ксенія Міхайлаўна Сітнік, Ksenija Michajlaŭna Sitnik, ryska: Ксе́ния Миха́йловна Си́тник, Ksénija Michájlovna Sítnik), född 15 maj 1995 i Mazyr, Vitryssland, är en vitrysk sångerska.
Ksenija vann Junior Eurovision Song Contest år 2005 i Hasselt, Belgien med bidraget "My vmeste" (Мы вместе).
Hon har även vunnit priser som Grand Prix på International Children Contest år 2005 i Vitsebsk och Golden Bee Festival år 2004.